# Bokser
Bokser, en person som udøver boksning.

## Kendte boksere
Eksempler på kendte danske boksere gennem tiden er Børge Krogh, Tom Bogs, Gert Bo Jacobsen, Racheed Lawal, Johnny Bredahl, Søren Søndergaard, Brian Nielsen, Anita Christensen, Mikkel Kessler, Dina Thorslund etc.

## Sundhedsforanstaltninger for sportsbokseren
Bokseren som træner boksning med henblik på sport, sker overvejende under kontrollerede forhold, der er reguleret under nationale - og internationale regler.
For Danmarks vedkommende er der forskel på lovgivningen for den professionelle bokser og amatørbokseren med hensyn til sundhedsundersøgelser.
Som eksempel på denne forskelsbehandling er kontrolundersøgelse af hjerneskader, citat:
| Citat                                                                                      | § 14. Før en bokser kan debutere som professionel i en offentlig boksekamp, skal den pågældende gennemgå en MR-scanning af hjernen, en neurologisk eller neurokirurgisk speciallægeundersøgelse og en øjenlægeundersøgelse. | Citat |
| Justitsministeriet - Bekendtgørelse om offentlige boksekampe. Lov nr. 444 af 9. juni 2004. | |       |

Boksere som udsættes for slag i hovedet er i risikogruppen for at pådrage sig hjerneskader. Hvis den professionelle boksers vedkommende er der desuden risiko for, at hjerne tager kronisk skade i retning af Alzheimer og Parkinson.